# Frieslande

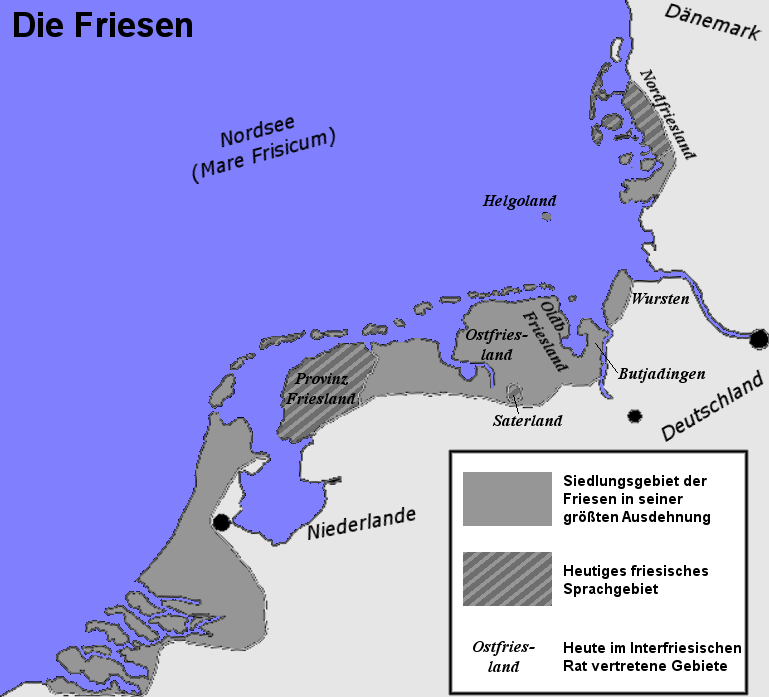
Das friesische Siedlungsgebiet

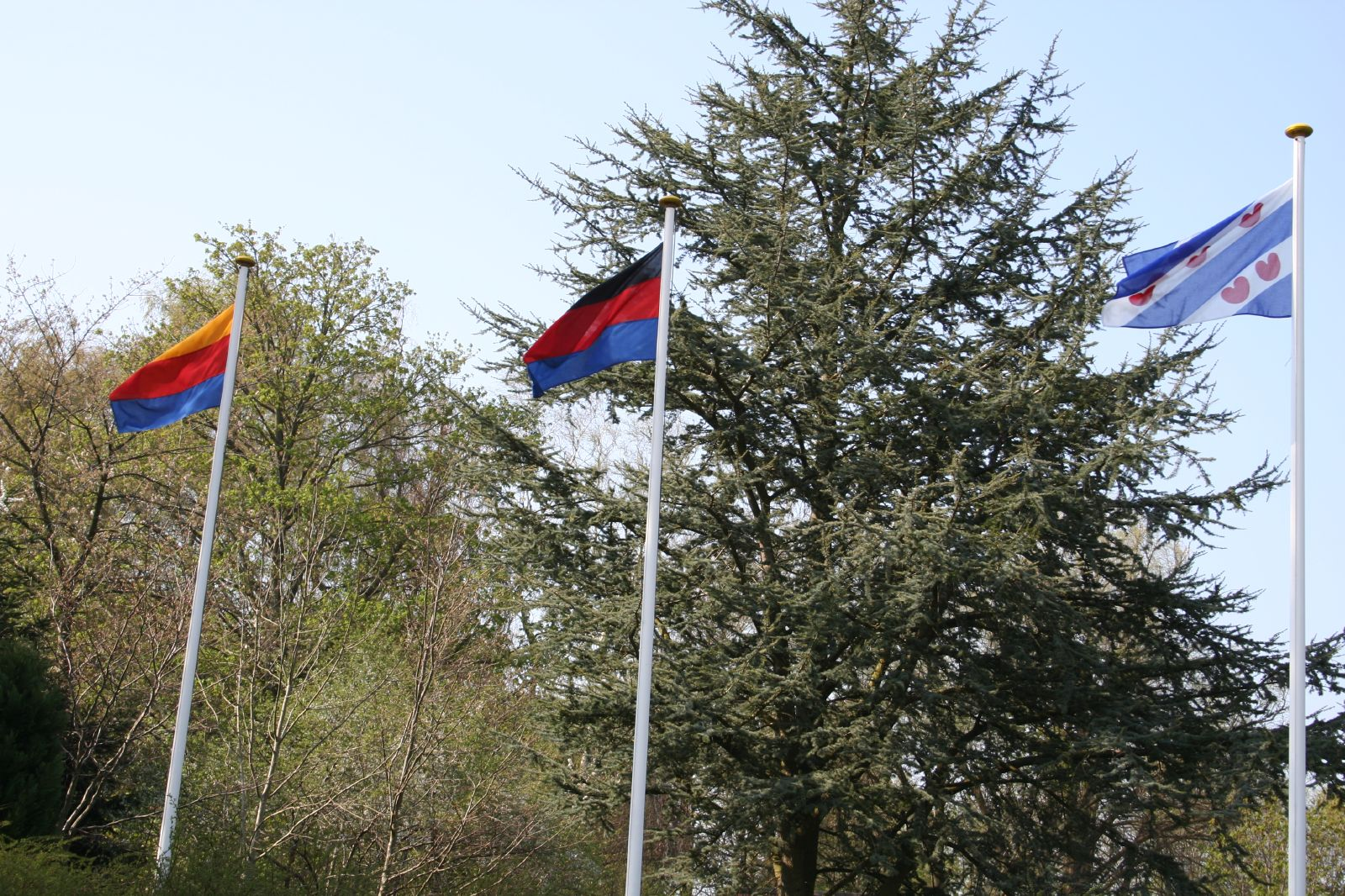
Die Flaggen der Drei Frieslande: Nordfriesland, Ostfriesland, Provinz Friesland (v. l. n. r.)

Als Frieslande oder Groß-Friesland (Lateinisch: Magna Frisia) werden von alters her die Siedlungsgebiete der Friesen bezeichnet, die sich entlang der niederländischen und deutschen Nordseeküste erstrecken. Der Interfriesische Rat, der die gesamtfriesischen Interessen vertritt,  spricht von den Drei Frieslanden. Gemeint sind damit das westerlauwers’sche Friesland, das im Wesentlichen die niederländische Provinz Friesland umfasst, das östliche Friesland mit den friesischen Siedlungsgebieten von der Ems- bis zur Wesermündung sowie die schleswig-holsteinische Region Nordfriesland einschließlich der Insel Helgoland. Die ursprünglichen Frieslande umfassen bis auf wenige Gebiete wie Dithmarschen einen unterschiedlich breiten Küstenstrich vom Rhein-Maas-Delta bis zur heutigen deutsch-dänischen Grenze.

## Zugehörigkeit
Legt man die Zugehörigkeit zum Interfriesischen Rat zugrunde, umfassen die Frieslande die folgenden heutigen administrativen Gebiete:

### In den Niederlanden
- die Provinz Friesland, das westlauwers’sche Friesland

### In Deutschland

#### Niedersachsen
- die Landkreise Leer, Aurich, Wittmund, die kreisfreie Stadt Emden als Ostfriesland im engeren Sinne
- den oldenburgischen Landkreis Friesland und die kreisfreie Stadt Wilhelmshaven als Teil der ostfriesischen Halbinsel bzw. das Oldenburger Friesland
- die Gemeinden Butjadingen, Nordenham und Stadland im Landkreis Wesermarsch, die auf dem Gebiet des früheren Gau Rüstringen liegen
- die Gemeinden Saterland und Wurster Nordseeküste, die sich zwar nicht auf der ostfriesischen Halbinsel befinden, aber historisch, sprachlich und kulturell eng mit dieser verbunden sind

#### Schleswig-Holstein
- der Kreis Nordfriesland (die kultur-geografische Region Nordfriesland macht etwa zwei Drittel der Fläche des heutigen Kreises Nordfriesland aus, vor 1864 zu Dänemark gehörend)
- die Insel Helgoland (verwaltungsmäßig zum Kreis Pinneberg gehörend)